# Doktryna obronna Rzeczypospolitej Polskiej
Doktryna obronna Rzeczypospolitej Polskiej, przyjęta przez Komitet Obrony Kraju 21 lutego 1990 r., jest dokumentem państwowym, którego celem było zarysowanie nowej polityki obronnej Polski w świetle przemian regionu Europy Środkowej w 1989 r. Była to pierwsza powojenna jawna próba określenia i deklaracji publicznej podstawowych elementów narodowej strategii obronności. Dokument stanowi kontynuację tajnego dokumentu "Węzłowe założenia obronne Polskiej Rzeczypospolitej Ludowej", którego ostatnia edycja była przyjęta w 1987 r.
Już w momencie uchwalenia była ona nieaktualna. Podstawowym jej założeniem był udział Polski w Układzie Warszawskim, który już wówczas istniał tylko na papierze. "Doktryna..." jednak jasno wskazuje, że w wypadku konfliktu Polska nie czuje się zobowiązana do wsparcia Układu Warszawskiego. Doktryna wprowadziła zasadę uspołecznienia polityki obronnej państwa poprzez założenie, iż przy kształtowaniu polityki obronnej państwa musi być brana pod uwagę opinia publiczna. Pozostawało to w sprzeczności z samą "Doktryną...", której wprowadzenie nie było poprzedzone żadnymi konsultacjami.
Ponadto, dokument oceniał możliwe zagrożenia bezpieczeństwa Polski oraz określał zadania, które należałoby podjąć w celu ich zwalczenia. Największe zagrożenie postrzegano w konflikcie międzykoalicyjnym między Układem Warszawskim a NATO. Głównym obszarem takiego starcia miał być Europa Środkowa, w tym Polska. Dokument miał charakter wybitnie obronny, pozostając w zgodzie z koalicyjną doktryną obronną, przyjętą przez Doradczy Komitet Polityczny Układu Warszawskiego w Berlinie w 1987 r.
Wraz z przyjęciem "Doktryny...", rozpoczęły się prace nad nową koncepcją strategiczną, ujętą w dokumentach "Założenia polskiej polityki bezpieczeństwa" oraz "Polityka bezpieczeństwa i strategia obronna", przyjęte przez Komitet Obrony Kraju 2 listopada 1992. 
Obecnie doktryna obronna Polski jak i założenia strategii obrony narodowej zostały zawarte w " Strategii Bezpieczeństwa Narodowego Rzeczypospolitej Polskiej", która został przedstawiona 22 lipca 2003 roku. 